# 吕丹布恩
吕丹布恩，中國音乐界人物，出生於哈尔滨。从小热爱音乐却读了戏剧专业，毕业于艺术院校却就职于事业传媒。从事新闻工作却又读完了澳洲的工商管理硕士学位。現從事音乐、戏剧、传媒、管理、音乐工作。伴她走到今天，

## 简歷
1993年，世界最大的英国独资音乐公司之一松巴Zomba Music-（“后街男孩”Back Street boys等当时欧美走红乐队歌星都出自松巴Zomba Music）澳洲分公司聘请吕丹布恩担任亚洲市场经理。1994年，随着中国的改革开放唱片业的迅速发展及版权法的推行，吕丹布恩放弃亚洲其它国家的市场向公司提出开拓中国版权音乐市场。
1995年，吕丹布恩将欧美专业版权背景音乐及音效引进了中国，同年中央电视台、广东电视台、福建电视台、安徽电视台、珠江电影制片厂等签约松巴Zomba音乐公司。同年公司委任吕丹布恩为Zomba澳洲公司驻中国首席代表。1996年，吕丹布恩在中国创建办事处， 并参加中央电视台举办的全国电视音乐交流会，北京国际电视设备展览会BIRTV。
1997年至1998年，吕丹布恩极力宣传推动专业版权背景音乐届时全国60%的省级、省会市广播电视都已拥有了Zomba的版权背景音乐及版权使用许可。1999年，BMG版权背景音乐准备进入中国市场，吕丹布恩又是BMG集团的首选，经Zomba与BMG上层领导决定BMG松巴在香港成立合资公司。吕丹布恩担任BMG松巴制作音乐亚洲有限公司-中国经理。
2000年，松巴在北京注册有限责任公司，吕丹布恩担任松巴文化发展公司总经理。2007年至今，吕丹布恩管理的松巴专业版权背景制作音乐是环球音乐出版集团中国唯一的版权授权机构。